# 昆托韦尔切莱塞
昆托韦尔切莱塞（義大利語：Quinto Vercellese），是意大利韦尔切利省的一个市镇。总面积11平方公里，人口425人，人口密度38.6人/平方公里（2009年）。ISTAT代码为002108。